# Bariatrická chirurgie
Bariatrická chirurgie znamená chirurgickou léčbu závažné obezity, a to buď zmenšením žaludku, nebo zkrácením trávicího traktu Zkušenost ukázala, že tyto zákroky mohou léčit i další neinfekční choroby, například cukrovku 2. typu. Proto se bariatrické metody používají i v jiných indikacích než je obezita a mluví se o metabolické chirurgii. Název pochází z řeckého barys – těžký, hmotný a iatreuó – léčit. V angličtině se označuje jako obesity surgery nebo bariatric surgery a v němčině Adipositaschirurgie.

## Princip
U pacientů s vyšším stupněm obezity představuje bariatrická chirurgie prakticky jedinou možnost, jak dosáhnout dlouhodobě udržitelnou redukci váhy. Účinek bariatrie se tradičně vysvětluje dvěma hlavními mechanizmy:
1. restrikcí (zmenšení či přiškrcení žaludku vede k redukci příjmu potravy) a
2. malabsorpcí (sníží se vstřebávání v důsledku zkrácení cesty potravy trávicím traktem, například bypassem), nebo jejich kombinací.[2]

Podstatou efektu bariatrie je spíše změna  nervové a humorální signalizace, která se po zákroku šíří z anatomicky pozměněného trávicího traktu do celého organizmu, do mozkových center regulujících hlad, apetit, potravinovou preferenci, příjem a výdej energie. Intervence na zdravých orgánech tím umožňuje upravit primárně porušenou energetickou autoregulaci organizmu, která se až sekundárně projevuje obezitou, přejídáním a pasivitou.

## Vedlejší účinky
Od prvopočátků operační léčby obezity byl pozorován její metabolický účinek na různá interní onemocnění, ale pojem metabolická chirurgie se výrazněji uplatňuje až od začátku našeho století. Operace, které zasahují různými způsoby do složitých mechanizmů komunikace v rámci organizmu vedou často k úpravě širokého spektra epidemicky se šířících neinfekčních metabolických poruch jako je cukrovka 2. typu, arteriální hypertenze, dyslipidémie, hyperurikemie, hepatopatie, syndrom spánkové apnoe a další, a to i bezprostředně po zákroku, dříve než se dostaví výraznější pokles váhy. Klinicky nejvýznamnější je metabolický účinek na cukrovku 2. typu, kterou proto nelze vždy považovat za nevyléčitelné onemocnění. Objevuje se pojem diabetes surgery – chirurgická léčba diabetu.
I když bariatrická a metabolická chirurgie využívají stejné operace na stejných orgánech, nelze je vždy považovat za synonyma. Cílem bariatrické operace je primárně redukce váhy, cílem metabolické operace je spíše úprava, eliminace či zmírnění metabolického onemocnění, které je s obezitou spojeno. Při metabolické indikaci se akceptuje nižší stupeň obezity a preferují se spíše technicky náročnější a rozsáhlejší výkony, které více mění původní poslání některých částí trávicího traktu, mění enterohepatální cirkulace žluče, zvyšují koncentraci žlučových kyselin, mají dlouhodobý anorexigenní účinek (snižující chuť k jídlu), a větší vliv na centra řídící metabolizmus.

## Historie
Historické začátky operací indikovaných s cílem léčit těžkou obezitu se datují do poloviny 20. století (resekce tenkého střeva, jejuno-ileální a jejuno-kolické bypasy). Éru úspěšné bariatrie zahájil až Roux-Y gastrický bypass RYGB (Griffen, 1977), tj. modifikace gastrického bypasu (Mason, 1966). V USA byla formulována a celosvětově akceptována konsenzuální multioborová indikační kritéria v bariatrii (National Institute of Health, Bethesda, 1991). V současnosti patří laparoskopické bariatrické a metabolické operace k nejrychleji rostoucím oblastem chirurgie.
Tři základní důvody současného masivního rozšíření bariatrické a metabolické chirurgie jsou:
1/ Epidemický výskyt obezity a její rezistence na konzervativní léčbu dietou, pohybem a psychologickými postupy. Výskyt obezity se podle WHO nepodařilo v posledních desetiletích snížit nikde na světě. Současně probíhá epidemie diabetu 2. typu s uniformní progresí mikrovaskulárních a makrovaskulárních komplikací, které zkracují život a snižují jeho kvalitu a zvyšují finanční náklady ve zdravotnictví a sociální péči.
2/ Zavedení vysoce standardizované minimálně invazivní chirurgie přispívá k bezpečnosti a spolehlivosti operací i u těžce obézních, rizikových pacientů, s rizikem úmrtí kolem promile.
3/ Hlubší poznání mechanismů dlouhodobého metabolického účinku, zejména v případě gastrického bypassu, úspěšně používaného už více než půl století. Bariatrie se pozvedává od operační léčby obezity směrem k metabolické chirurgii, s možností dosáhnout u většiny operovaných kompletní remisi cukrovky 2. typu, jinak prakticky nevyléčitelného onemocnění.

## Indikace
Indikace (podmínky a předpoklady pro provedení) bariatrické a metabolické operace vychází zejména z:
1. tělesného indexu hmotnosti (BMI – body mass index), který se vypočítá z lehce dostupných údajů (váha, výška) pomocí vzorce: BMI = váha (kg) / výška² (m),
2. selhání konzervativních léčebných postupů,
3. věku pacienta a ochoty ke spolupráci,
4. multidisciplinárního posouzení: obezitolog – internista, dietolog – nutricionista a psycholog, případně anesteziolog a další zainteresovaní specialisté,[2]
5. přidružených onemocnění:

- u „zdravých“ obézních bez komorbidit, při bariatrické indikaci, se vyžaduje BMI 40 a víc,
- u chronicky nemocných v souvislosti s obezitou (hypertonici, dna, hyperurikemie, ortopedické potíže apod.) postačuje BMI 35 a víc,
- u diabetiků 2. typu lze o metabolické operaci individuálně uvažovat už při BMI 30 a víc, tj. u většiny diabetiků.[8]

Mezi hlavní kontraindikace patří závislost na drogách, alkoholu, lécích, neschopnost dlouhodobě spolupracovat a rizika operace převyšující očekávaný benefit. Medicínské kontraindikace nejsou časté, přesto patrně existuje mnoho důvodů (nezájem, neinformovanost či dezinformovanost), proč nejúspěšnější léčebnou modalitu léčby podstupuje pouze 1 % až 2 % těch, co splňují bariatrická indikační kritéria.
Rizika bariatrické a metabolické operace nepřevyšují v průměru riziko běžného laparoskopického odstranění žlučníku. V dlouhodobém horizontu je prokázáno, že operovaní v důsledku zlepšení celkového zdravotního stavu umírají téměř o polovinu méně než konzervativně léčení obézní. Kromě prodloužení života dochází i ke zlepšení jeho kvality a ke zmírnění či vymizení přidružených zdravotních problémů.

## Typy operací
K nejčastějším zákrokům bariatrické a metabolické chirurgie patří:
1. Žaludeční bypass, (anglicky gastric bypass), spočívá v rozdělení žaludku na menší (horní) část, která zůstává funkční, a na větší (dolní) část, která se při operaci společně s dvanáctníkem a částí tenkého střeva vyřazuje z procesu trávení, ale neodstraňuje se. Tenké střevo se napojí na malou část žaludku tak, že se zkrátí trasa potravy a zmenší se plocha střeva pro vstřebávání živin. U pacientů s diabetem dochází vedle hubnutí i k dlouhodobému a výraznému zlepšení cukrovky. Po operaci se upravuje také krevní tlak, snižuje se hladina tuků v krvi a zlepšuje se spánková apnoe. Jedná se o typický zákrok metabolické chirurgie, s podílem selektivní malabsorpce (omezení příjmu živin), proto pooperačně vyžaduje celoživotní substituci multivitaminů a minerálů.
2. Tubulizace žaludku /anglicky sleeve gastrectomy/ je bariatrická metoda, při které se odstraněním větší části žaludku (cca 80 %) z těla provede jeho zúžení. Díky nevratné operaci se nejen zmenší žaludek, ale také se sníží počet buněk vytvářejících tzv. hormon hladu (ghrelin). Dochází proto i ke snížení nebo zmizení pocitu hladu a k metabolickým účinkům, které jsou v krátkodobém horizontu srovnatelné s bypassem.
3. Bandáž žaludku byla v minulosti velmi často prováděnou bariatrickou metodou, ale v současnosti její obliba klesá, protože dlouhodobé výsledky této operace nesplnily očekávání. Jedná se o „přiškrcení“ horní části žaludku pomocí silikonového kroužku. Díky bandáži mají pacienti i po velmi malých porcích jídla pocit, že jsou nasyceni, upravuje se jim hladina krevního cukru a snižuje se riziko rozvoje cukrovky. Regulovatelná silikonová bandáž vyžaduje opakované adjustace specialistou a cizí materiál způsobuje často problémy.
4. Plikace žaludku je ve světě považována za experimentální metodou a využívá se pouze v ČR a některých arabských zemích. Při operaci se část žaludku zanoří dovnitř a podélně se zašije. Díky zanoření se zmenší prostor uvnitř žaludku a pacient v něm má méně místa. Dlouhodobá účinnost je nižší než po tubulizaci, zkušenosti jsou nejednoznačné, velkou mírou závislé od změny životního stylu a dodržování zásad zdravé výživy.

Výběr optimálního typu bariatrické operace by měl řídit bariatrický chirurg u konkrétního pacienta individuálně, podle metabolicko-dietologického rozboru stravovacích zvyklostí a psychologického profilu obézního jedince, dále podle komorbidit (přidružených onemocnění), věku a kondice pacienta, podle typu, stupně a stadia obezity, podle endoskopického případně i RTG vyšetření žaludku. Většina expertů se shoduje, že neexistuje jedna ideální operace, která by byla vodná pro každého. Pro restriktivní zákroky nebývají vhodní pacienti s hiatovou hernií a refluxní nemocí jícnu, pacienti s poruchou motility jícnu. Naopak, malabsorpční a bypasové operace mohou vést k průjmu a nedostatečnému vychytávaní některých mikronutrientů, co u některých chorobných stavů není žádoucí. Navíc se objevují stále nové a méně invazivní zákroky, které mají společný nedostatek – neověřenou dlouhodobou spolehlivost. Ve světě je nejdéle využívaným zákrokem je gastrický bypass, kdysi označován za zlatý standard v bariatrii, ale u nás historicky dominovali gastrické bandáže. V současnosti je nejčastějším zákrokem celosvětově i u nás tubulizace žaludku. Krátkodobě je účinek všech ověřených typů operací zpravidla dobrý. Při dlouhodobém hodnocení může docházet k vzestupu hmotnosti a návratu metabolických poruch, zejména po čistě restriktivních zákrocích. Po bypasových zákrocích s malabsorpcí může být dlouhodobý účinek stabilnější, ale vyžaduje doživotní doplňování speciálními potravinovými doplňky, jinak může vznikat nedostatek mikronutrientů (Fe, Zn, Se, Mg, Ca a vitaminy zejména B a D). Trvalé dodržování režimových, dietologických doporučení je základním předpokladem dlouhodobého úspěchu. Boj s obezitou je i po operaci celoživotním zápasem a selekce pacientů je odůvodněná.